# Lophura hoogerwerfi
Gà lôi Hoogerwerf (Danh pháp khoa học: Lophura hoogerwerfi) còn được gọi là gà lôi Aceh hoặc gà lôi Sumatra là một loài chim cỡ vừa thuộc họ trĩ Phasianidae của Indonesia. Tên gọi của loài gà lôi này nhằm tưởng nhớ nhà nghiên cứu khoa học người Đan Mạch kiêm nhà thu thuế Andries Hoogerwerf. 

## Đặc điểm
Gà lôi Hoogerwerf hay gà lôi Aceh có chiều dài cơ thể cỡ trung bình đạt đến 55 cm (22 in). Con trống là một con gà lôi có màu đen kim cương với vùng mặt da đỏ, chân ngắn và có xám. Con mái là có màu nâu đỏ với đôi chân màu xám đen và đuôi ngắn màu đen. Sự xuất hiện của nó giống như, và đôi khi nó được xem như là một phân loài của loài gà lôi Salvadori (Lophura inornata). Con mái khác với loài nâu sẫm màu.
Gà lôi Aceh là một loài đặc hữu ở Indonesia, loài gà lôi ít được biết đến này sống ở các rừng núi giữa Vườn quốc gia Gunung Leuser ở tỉnh Aceh. Trước đây chúng chỉ được biết đến từ hai mẫu vật của con mái, nó gần đây đã được phát hiện tại một chợ ở Medan, Bắc Sumatra. Do bị mất môi trường sống, kích thước quần thể nhỏ và phạm vi hạn chế, gà lôi Hoogerwerf được đánh giá là dễ bị tổn thương trong Danh sách Đỏ của IUCN các loài bị đe dọa.